# Wings (리틀 믹스의 노래)
〈Wings〉(윙스)는 영국의 걸 그룹 리틀 믹스의 노래이자 데뷔 앨범 《DNA》의 리드 싱글이다. 영국 싱글 차트 1위를 한 곡이다. 영국 축음기 협회(BPI) 인증 플래티넘, 미국 음반 산업 협회(RIAA) 인증 골드 등급을 받은 곡이다.